# Rage on
「Rage on」（レイジ オン）は、OLDCODEXの7枚目のシングル。2013年7月17日にLantisから発売された。

## 概要
前作「The Misfit Go」から2か月ぶりのリリースとなる2013年2作目のシングル。表題曲「Rage on」は、テレビアニメ『Free!』のオープニングテーマに起用された。自身のシングル表題曲がアニメのオープニングテーマに起用されるのは今作が初。販売形態は初回限定盤と通常盤とアニメ盤の3種リリースとなり、アニメ盤がリリースされるのは今作が初。表題曲の作曲はボーカルのTa_2が手掛けている。なお3曲目の「Swamp」はアニメ盤には未収録で代わりに「Rage on」のインストが収録されている。

## 収録曲

### 初回限定盤・通常盤
（全作詞：YORKE.）
1. Rage on
作曲：Ta_2 、編曲：下畑"Rio"良介
テレビアニメ『Free!』オープニングテーマ。
2. Now I am
作曲・編曲：eba
3. Swamp
作曲・編曲：小山寿

### アニメ盤
1. Rage on
2. Now I am
3. Rage on（Instrumental）

## チャート成績
7月16、17日付のデイリーチャートで5位を獲得し、18日付のデイリーチャートで4位を獲得。22日付のデイリーチャートでは3位を獲得し、グループでは、初のTOP3入りを果たした。また、週間オリコンチャートでは6位を獲得してグループでは、初のTOP10入りを果たし、初動売上数は1.5万枚を記録した。それと、7月27日に放送されたCOUNT DOWN TV THIS WEEK'S TOP100内で5位を獲得。同チャートでTOP5入りを果たしたのは、今作が初である。月間オリコンチャートでは、26位を獲得。月間チャートにランクインしたのは今回が初めてである。

## カバー
Rage on
- GYROAXIA　- カバーアルバム「ARGONAVIS Cover Collection -Marble-」（2021年11月17日発売）に収録。